# Уебкомикс
Уебкомиксите, онлайн комиксите или интернет комиксите са комикси, публикувани на сайт, онлайн. Докато повечето са публикувани направо в мрежата, някои биват публикувани / препубликувани в списания и вестници.
Пример за уебкомикс е xkcd.
Друг пример е творчеството на Йехуда Девир. Той е израелски художник, който създава серия от комикси „Животът с моята жена“ / “Everyday life with my wife” и ги публикува онлайн като уебкомикс. Рисунките са с чувство за хумор и показват различните периоди, през които преминава всяка семейна двойка, а с времето започва да представя по един акцент от всеки ден от живота им заедно.
Брайън Гордън е автор на най-известния уебкомикс за родители – Fowl Language Comics. Всичко започва, когато през 2015 г. е уволнен от работата си като художник на поздравителни картички и решава да преследва мечтата си да стане художник на комикси.